# 小谷古墳
小谷古墳（こたにこふん）は、奈良県橿原市鳥屋町にある古墳。奈良県指定史跡に指定されている。

## 概要
奈良盆地南縁、貝吹山から北東に延びる尾根の先端部南斜面に築造された古墳である。一帯では古墳8基からなる古墳群が分布し、その東端に位置する。これまでに墳丘封土の大部分が流失しているほか、発掘調査は実施されていない。
墳形は明らかでなく、円形または方形と推定され、長さ約30メートル・高さ約8メートルを測る。埋葬施設は両袖式の横穴式石室で、南方向に開口する。花崗岩の巨石の切石を用いた整美な大型石室で、岩屋山古墳（明日香村）に類似する岩屋山式石室になる。玄室内には兵庫県加古川流域産の成層ハイアロクラスタイト（竜山石）製の刳抜式家形石棺を据える。未調査のため副葬品は詳らかでない。
築造時期は、古墳時代終末期の7世紀代と推定される。当時としては大王陵クラスの石室が構築された古墳として、奈良県内では代表的な終末期古墳の1つになる。被葬者は明らかでないが、皇族を含めた有力氏族の墓と推定され、江戸時代には斉明天皇陵に比定する説も挙げられていた。
古墳域は1975年（昭和50年）に奈良県指定史跡に指定されている。現在では石室内部への立ち入りは制限されている。なお、小谷古墳の付近には小谷東古墳（石室は未開口）があり、小谷古墳と小谷東古墳とを2基1対の双墓とする説が挙げられている。

## 埋葬施設

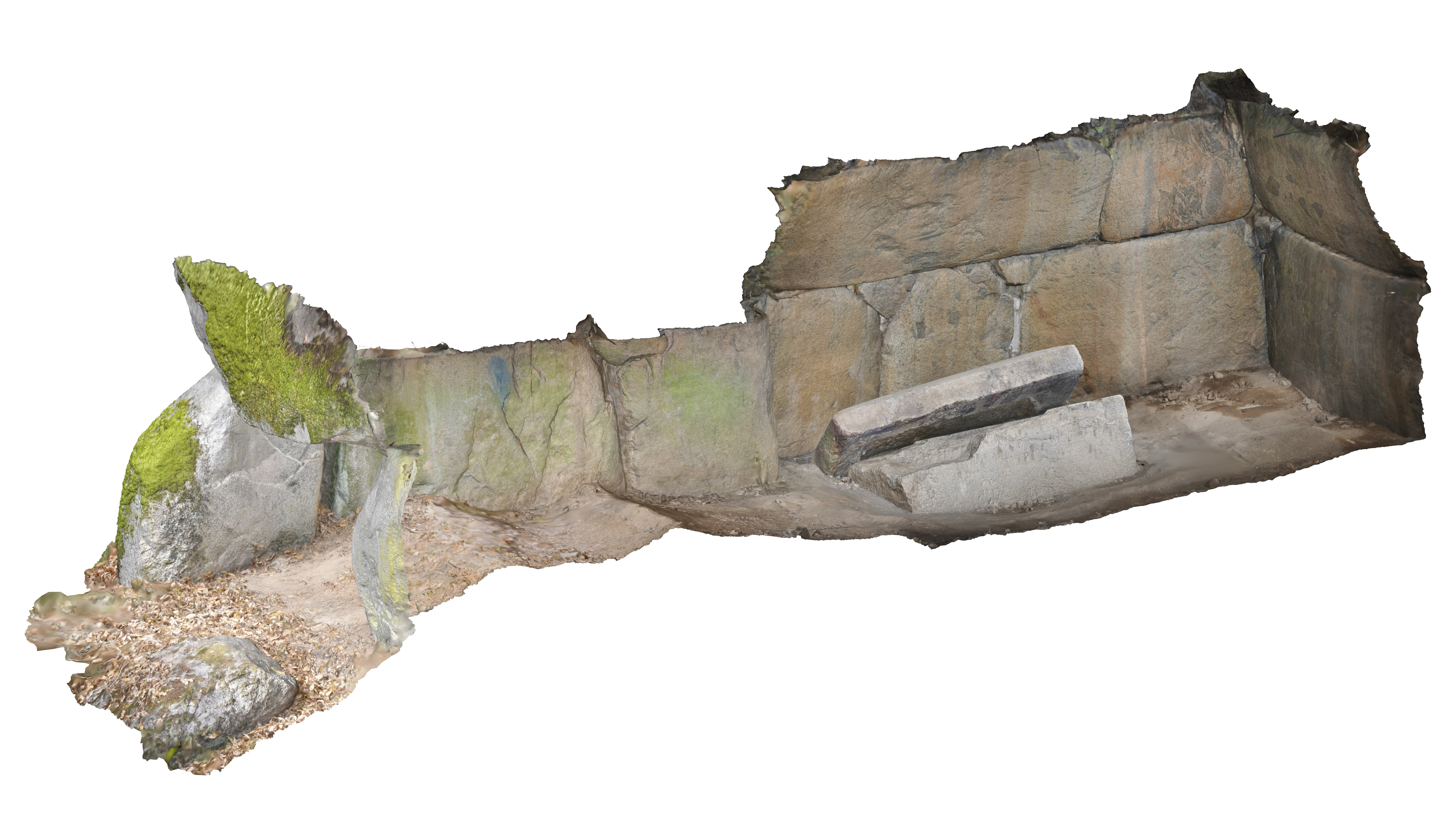
石室俯瞰図

石室展開図

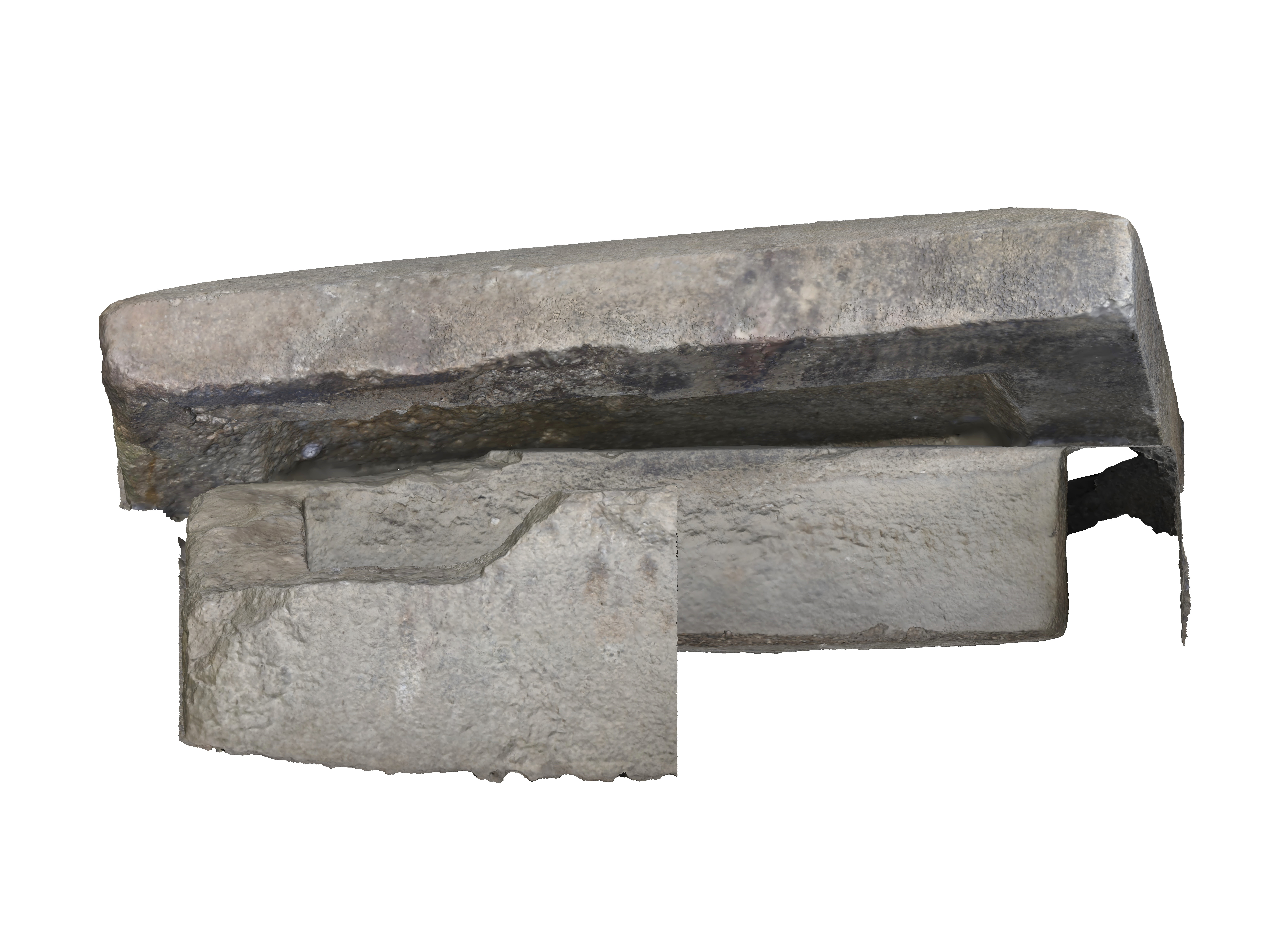
石棺立断面図

埋葬施設としては両袖式横穴式石室が構築されており、南方向に開口する。石室の規模は次の通り。
- 石室全長：約11.6メートル
- 玄室：長さ約5メートル、幅約2.8メートル、高さ約2.7メートル
- 羨道：長さ約6.45メートル、幅1.9メートル、高さ約1.8メートル

石室は花崗岩の巨石の切石を用いた整美なものである。玄室は奥壁・側壁とも2段積みであり、目地には漆喰が使用される。玄室の天井石は1枚。また玄室の床面は、羨道よりも1段高く構築される。
玄室内には、兵庫県加古川流域産の成層ハイアロクラスタイト（竜山石）製の刳抜式家形石棺を据える。蓋石は蒲鉾形に近く縄掛突起がないという、家形石棺のうちでも新しい型式になる。棺身は長さ2.4メートル・幅1.16メートル・高さ0.82メートルを測る。
石室の形態としては岩屋山古墳（明日香村）と同様の特徴を有しており、「岩屋山式石室」と捉えられるが、岩屋山古墳石室とは玄室は同規模であるものの羨道は短縮されている。また、峯塚古墳（天理市）石室とはほぼ同一設計になるとして注目される。前時代（古墳時代後期）には各地域の有力豪族同士で石室が似る例は少ないが、終末期に入ると小谷古墳と峯塚古墳のように地域を超えて同一設計で石室が築造されるようになり、石工集団が豪族管理から朝廷管理に移行した様子が示唆される。

参考：峯塚古墳石室俯瞰図
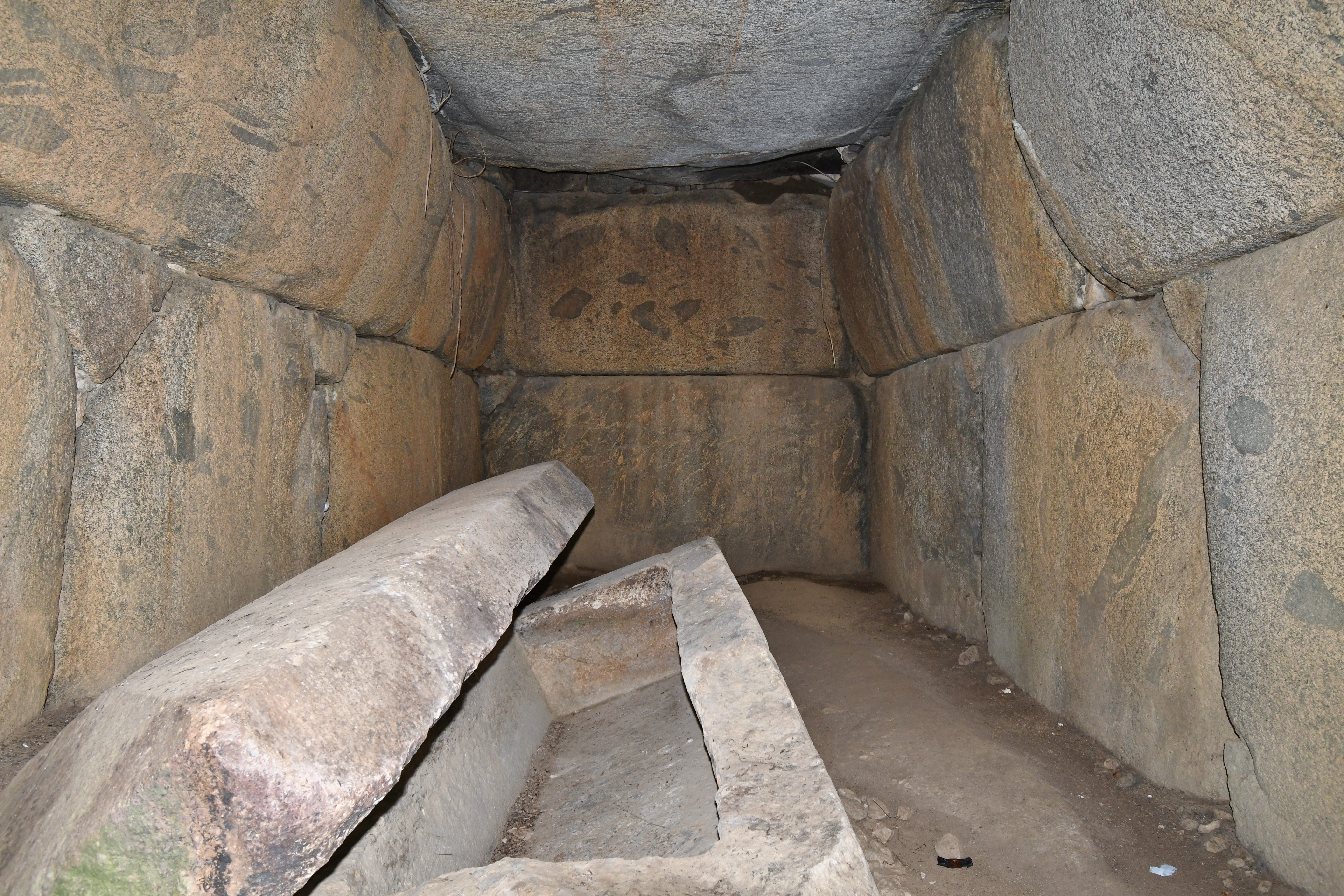
玄室（奥壁方向）
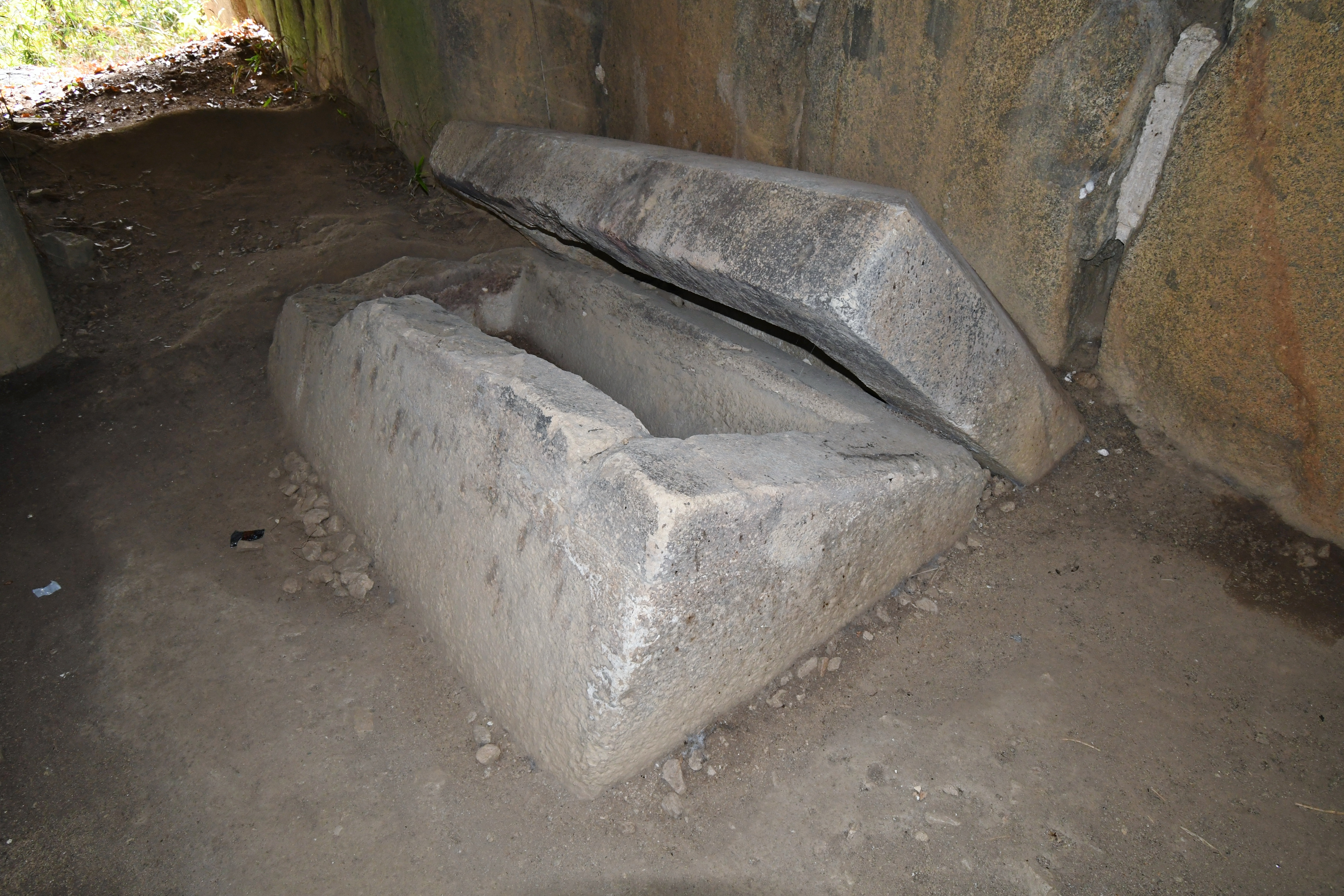
玄室内の刳抜式家形石棺
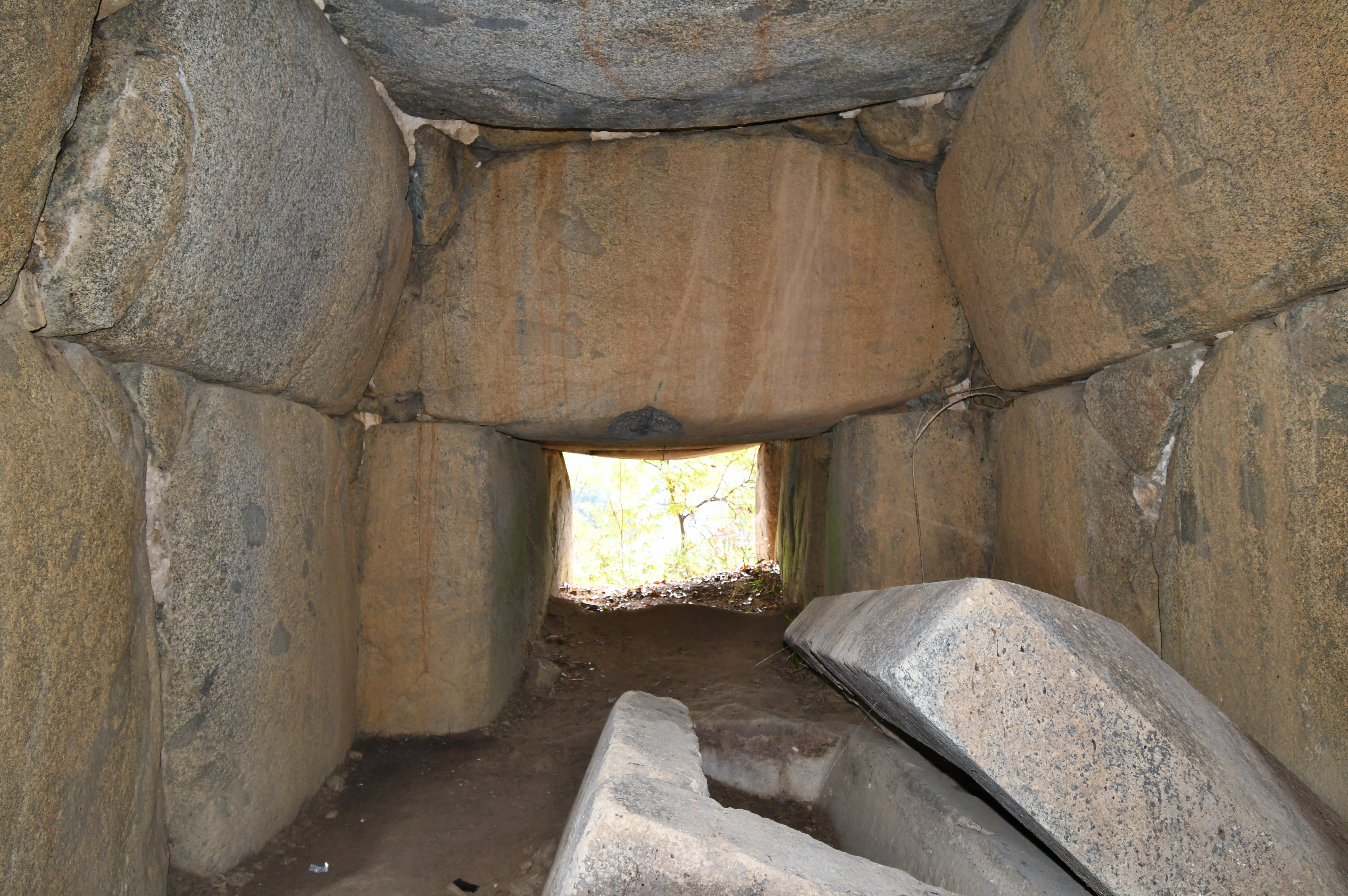
玄室（開口部方向）
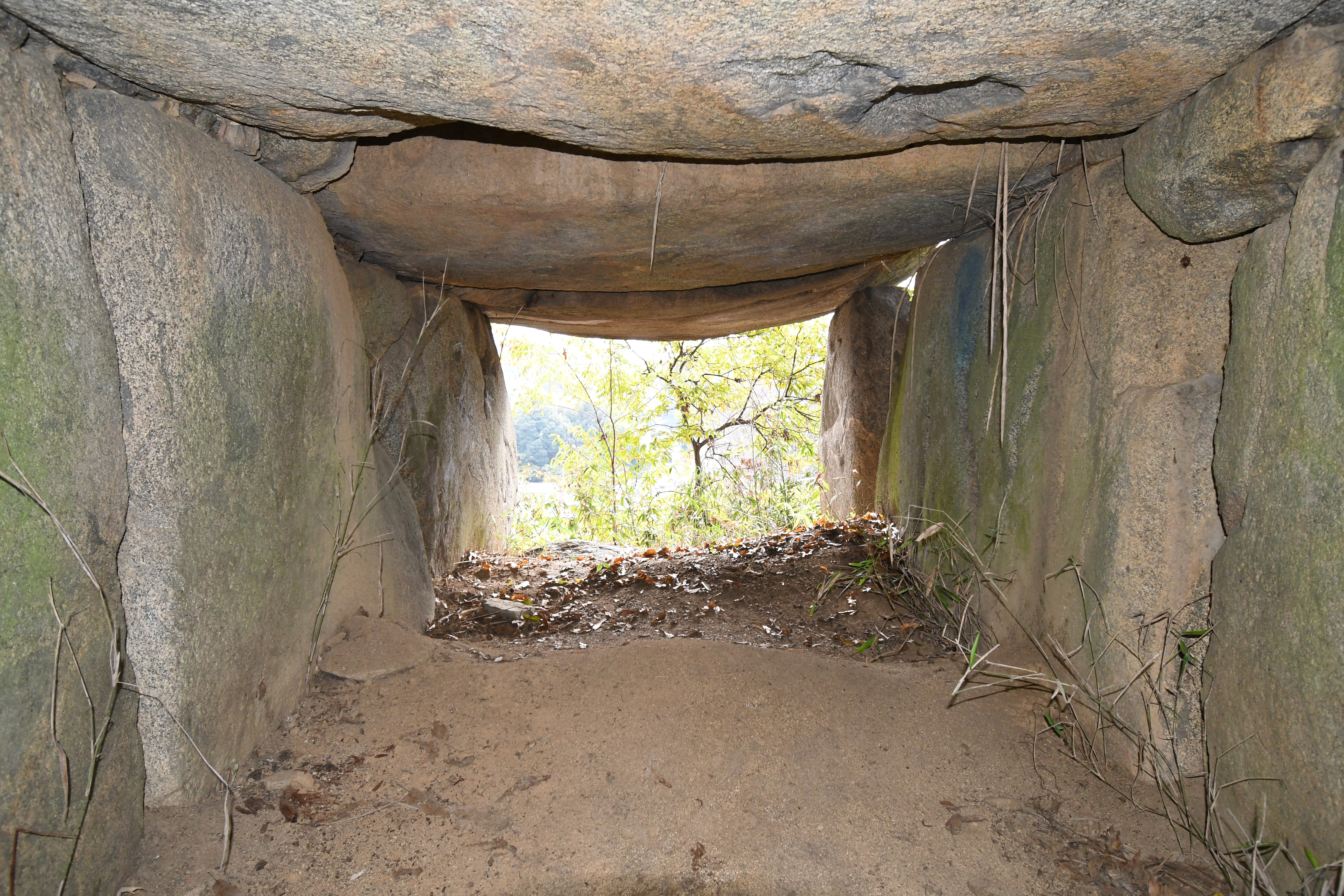
羨道（開口部方向）
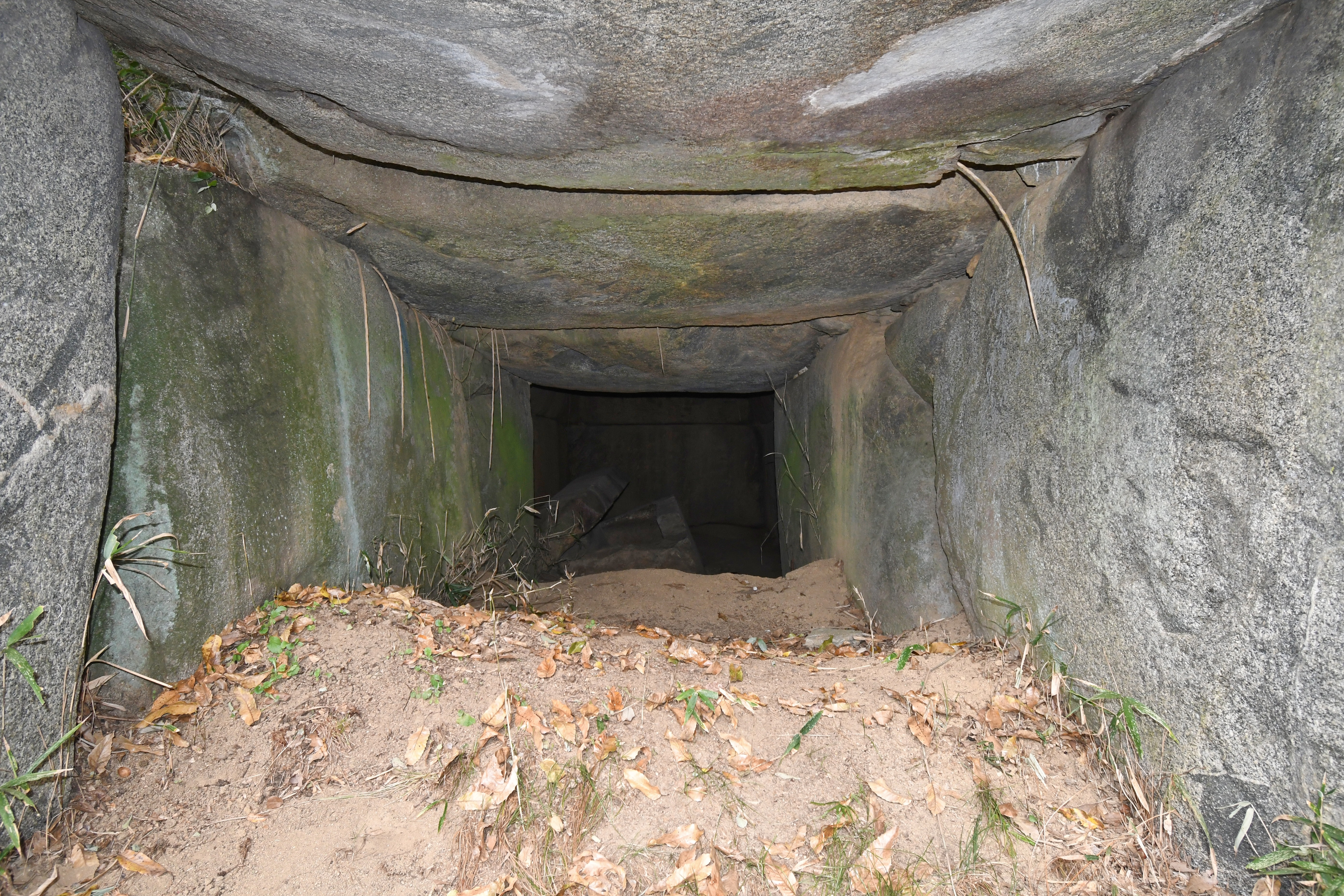
羨道（玄室方向）
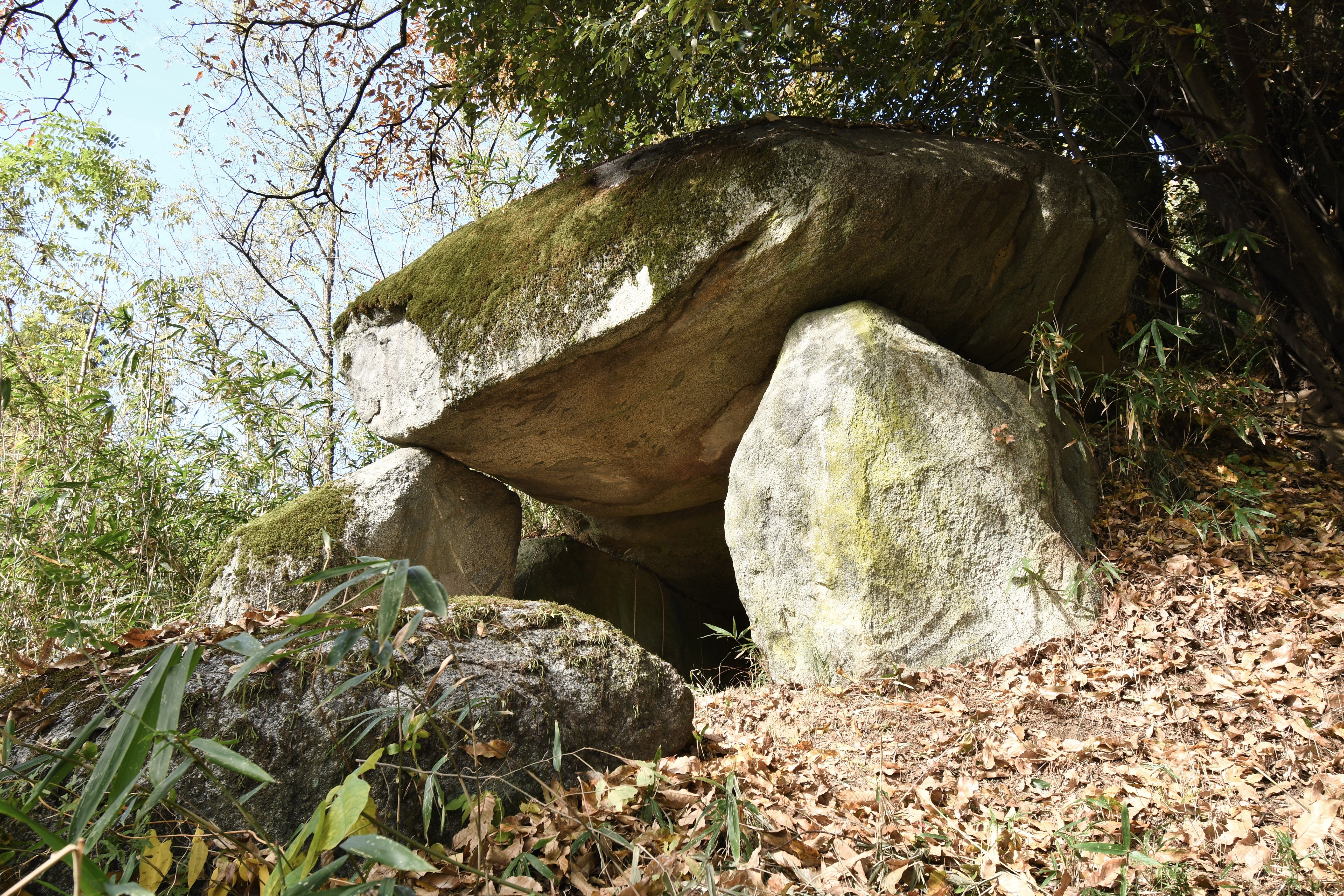
開口部
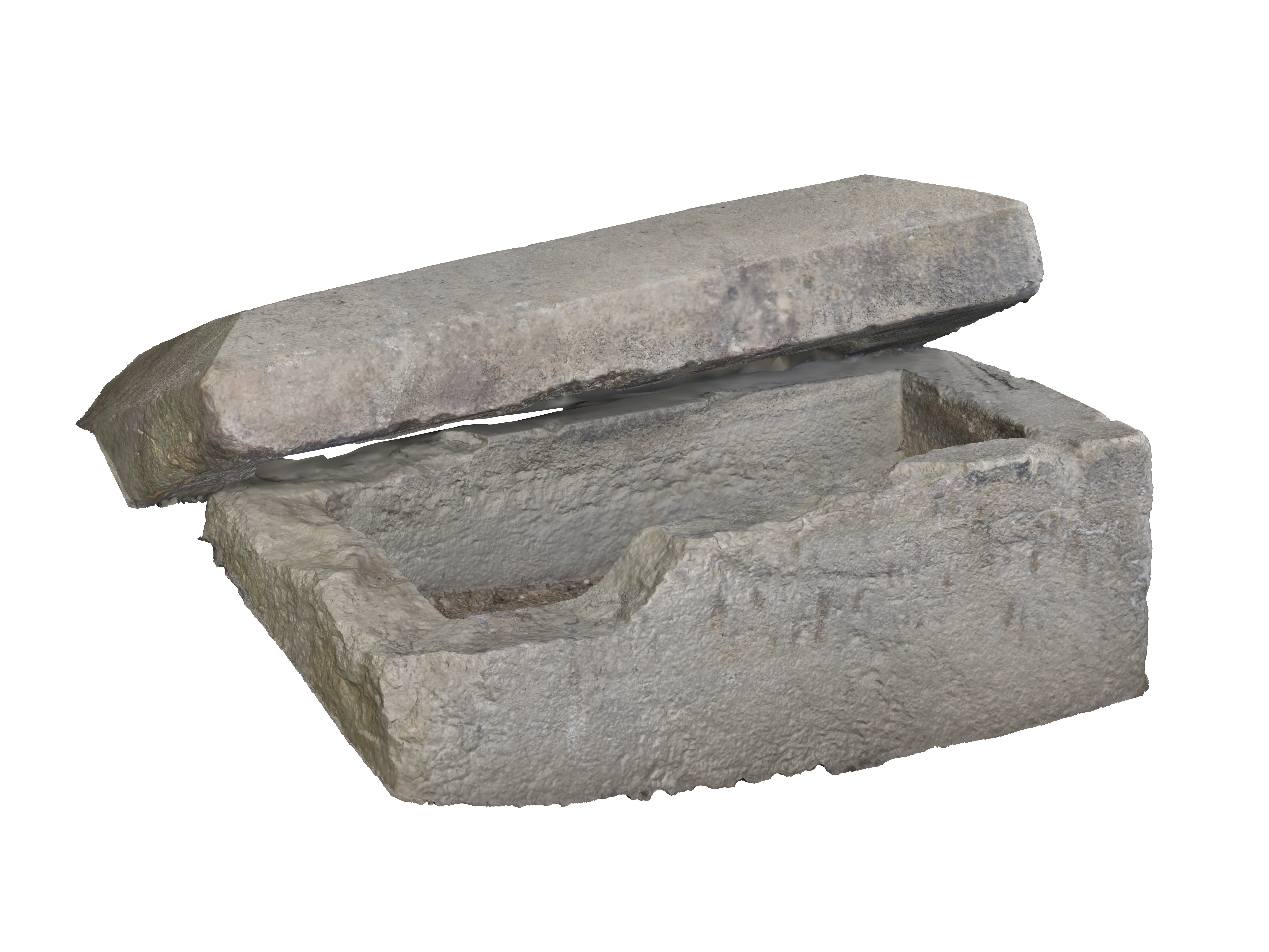
石棺俯瞰図
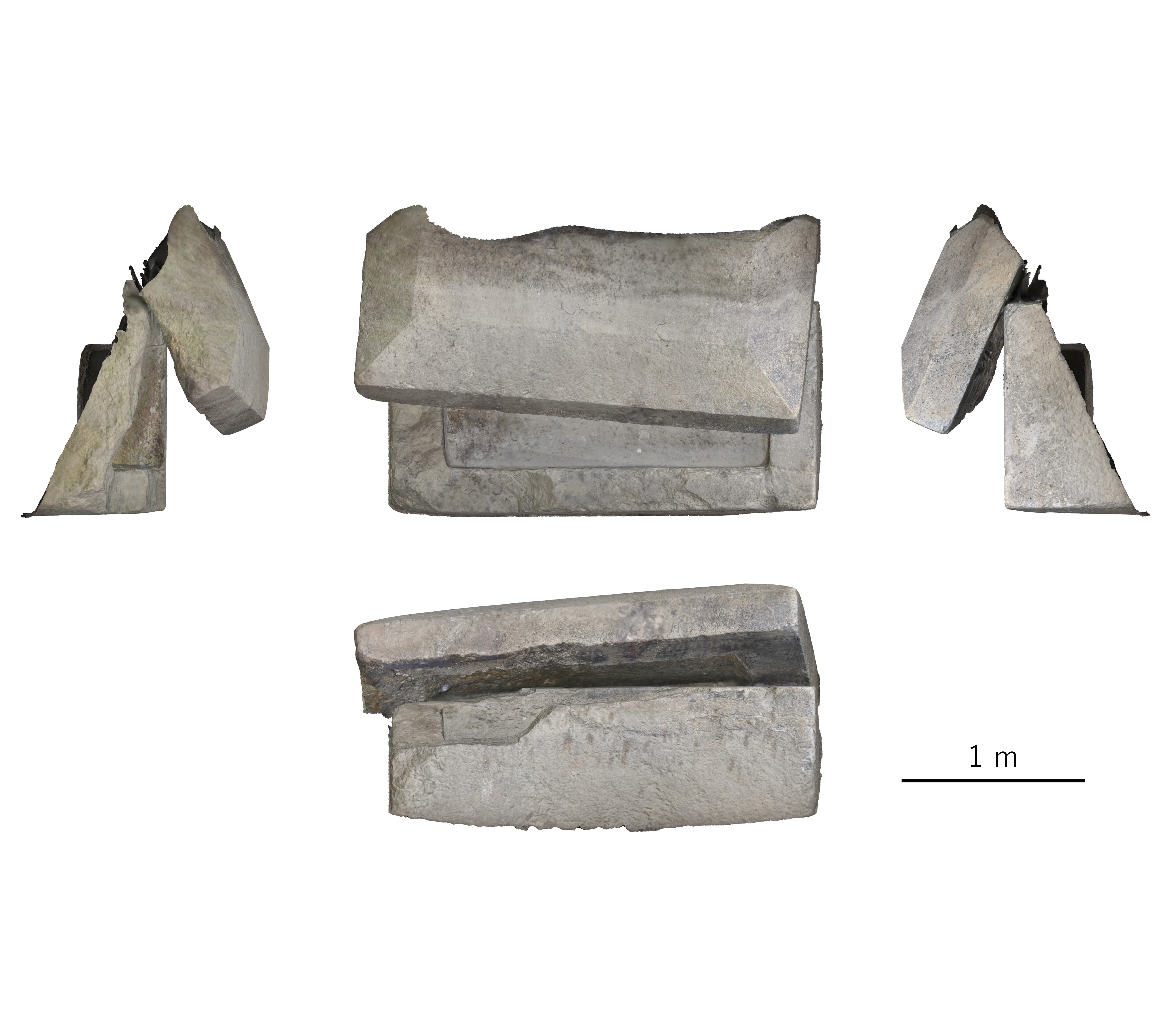
石棺展開図

## 文化財

### 奈良県指定文化財
- 史跡
  - 小谷古墳 - 1975年（昭和50年）3月31日指定[3]。